# Quintanaortuño
Quintanaortuño es una municipio y localidad española de la provincia de Burgos, en la comunidad autónoma de Castilla y León, comarca de Alfoz de Burgos, partido judicial de Burgos.
Fue lugar de nacimiento de San Juan de Ortega en 1080.

## Demografía
Quintanaortuño cuenta con una población de 289 habitantes (INE 2024).
| Gráfica de evolución demográfica de Quintanaortuño entre 1842 y 2021                                                |
| |
| Población de derecho según los censos de población del INE Población de hecho según los censos de población del INE |

## Patrimonio
- Iglesia de San Martín
- Puente sobre el río Ubierna

Se atribuye la autoría a San Juan de Ortega pero no hay estudios que así lo confirmen.
El puente es de origen medieval pero puede ser de origen anterior porque el pueblo tiene orígenes romanos ya que Quintanaortuño viene de la palabra roma “Quinta de Fotunio”.
Este puente tiene un perfil fuertemente alomado, es decir, una marcada pendiente a ambos lados debido a el uso del arco de medio punto. Realizado en sillares de piedra caliza. Bastante bien conservado. Este puente unía dos molinos y además se utilizaba par comunicar los distintos pueblos del entorno con Burgos.
- Torre de Quintanaortuño

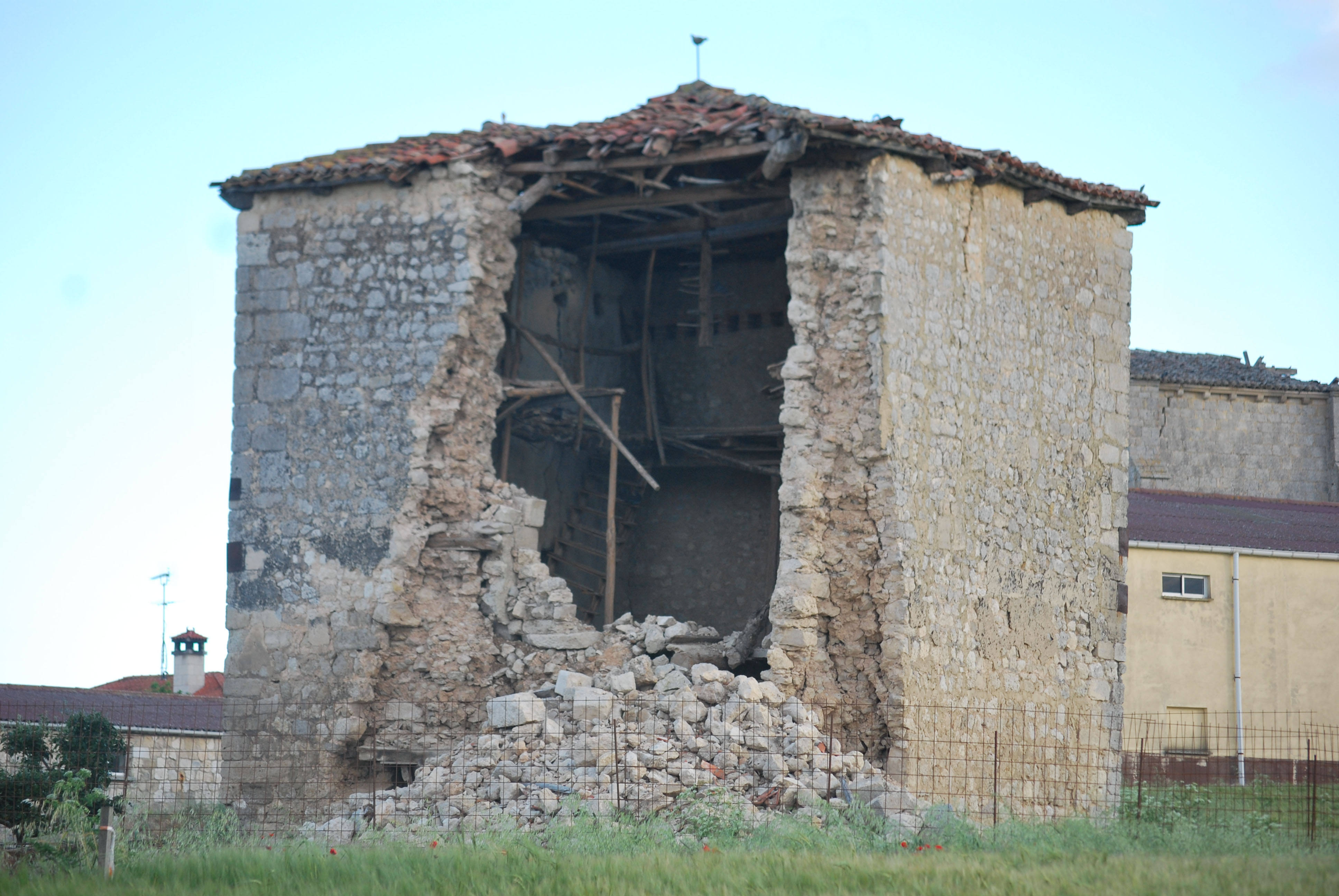
Torre de Quintanaortuño en 2012

En Quintanaortuño existe una torre defensiva apenas conocida por haber perdido su función en sucesivas adaptaciones como vivienda, palomar y almacén, a la vez que perdía su aspecto primitivo (al ser demochada y perder parte de su altura). Está situada al norte del pueblo, aislada, y a principios de 2012 sufrió un derrumbe en su esquina este-norte, que acabó con la puerta y la única ventana que tenía, sobre ella.

Es cuadrada y mide 7,40 metros de lado.  La puerta, al Este, es muy pequeña (0,80 cm de luz).  Su arco, de escaso valor, parece de medio punto. ... Es posible que alcanzara un tercio más de elevación.  Su construcción puede ser de principios del s. XVI.
Inocencio Cariñanos Bardeci, Arquitectura fortificada en la provincia de Burgos

Perteneció originariamente a Juan Ruiz de San Cebrián, señor de la torre y capilla de Quintanaortuño (Hijo de Fernando Ruiz de Sancebrian, y nieto de Sancho Ruiz de Sancebrian). Por su testamento dado en Palazuelos el 12 de julio de 1537 (AHPB. PN No. 5641 folios 1125-1134), sabemos que este Juan Ruiz de Sancebrián (y Sánchez de Escalada), manda que su cuerpo sea sepultado en la iglesia de San Juan del citado lugar de Palazuelos, dentro de la capilla mayor, entre la sepultura de Pedro Sánchez de Escalada, su abuelo, y el tablado, y manda para reparar la citada capilla 500 maravedíes. Manda que el día de su enterramiento, llamen a los clérigos del lugar, a los de Pampliega, a los de Villazopeque, a los de Villaquirán, a los de Belbimbre, a los de Barrio, a los de Olmillos de Muñó, todos con sus cruces de plata y ornamentos. Ostentosamente, entre sus múltiples peticiones, manda decir 29 Treintanarios de misas. Entre otras peticiones manda:

Yten mando que me lleven un añal de pan e vino/ e cera, un año complido a la iglesia del señor/ San Martín del lugar de Quintana Hortuño / por las anymas de my señor tío Alonso / Ruiz, clérigo que fue del dicho lugar, e por las / anymas de otros que tengo yo a cargo y pa/ guen mis cabezaleros su trabajo a quien/ la llevare./... Yten mando que vistan quatro pobres que sean/ del dicho lugar de Quintana Hortuño e les den / sendas vestiduras de Sayal e sendas ca / misas de estopa.

También manda que provean de curadores a sus hijos, que el curador se vaya al concejo y haga una petición ante los señores del concejo, pidan que como hubo empeñado una hacienda a don Gerónimo de Padilla, vecino de Quintana Hortuño por ciento treinta mil maravedíes, y la hacienda vale más de cuatrocientos, que manden dar un mandamiento para el susodicho para que no se entremetan al edificar en la dicha hacienda, hasta tanto que sea visto por justicias.

«Yten mando que los clérigos del lugar de Melgar de Yuso digan una misa cada semana para siempre jamás por el ánima de (Diego) Barahona mi primo, que dios haya, vecino de Castrojeríz, por el cargo que tengo de la hacienda que vendí en el Melgar de Yuso y que el día de Todos los Santos hayan memoria de su ánima y ofrezcan cuatro cuartales de pan e de cera e de vino para ofrecer con ello y mándoles por esto veinte mil maravedíes de mis bienes por el cargo que tengo de la dicha hacienda y mando que estos dichos veinte mil maravedíes sean echados en un censo o dos e de allí sean pagados los dichos clérigos su trabajo y la ofrenda e cera e vino». «Yten mando que mi hijo Juan (Ruiz de Sancebrian y Díaz de Rebolleda) tome el testamento de Pedro Sánchez (de Escalada), mi abuelo e todos los otros testamentos que en mi poder hallaren e hagan cumplir las memorias que él dejó a los que las tuvieren, so pena de mi maldición e mire que la tierra de la Carrezuela es memoria e ha de andar de mayor en mayor por que si en algún dia le perteneciere a él o a sus herederos la dicha tierra, la acepten e tomen e posean como tal memoria e si no estuviere presente a la poseer que lo pueda aceptar Fernando de Sancebrián, mi hijo y pague la memoria». Su hijos son, Juan y Maria, hijos estos de Sancha Díaz de Rebolleda; sus otros hijos son Fernando y Luisa hijos de su segunda mujer doña Maria de Barahona (hija de de Luis de Varona o Barahona, que fue alcaide mayor de Burgos y de doña Maria Puentedura)
 Blasones y Linajes de la Provincia de Burgos, VI y VII, pag.163, por Francisco Oñate Gómez, año 2017.

Por otro documento de 28 de mayo 1499 (R. CH de Valladolid, Registro del sello, registro de ejecutorias caja 134,2) sabemos de Fernando Ruiz de Sancebrián, vecino de Palazuelos, sobre devolución de bienes empeñados. En la Imagen 1, láminas 2 y 3, Fernando Ruiz de Sancebrian vecino de Palazuelos y su sobrino Diego de Barahona vecino de Quintana Rio, presentan una demanda reclamando la devolución de las tierras y bienes empeñados a Bernal Sánchez en 7000 maravedíes por "Sancho Ruiz de Sancebrian, difunto que Dios haya y vecino que fue de Quintana Hortuño, su padre que herederos ellos eran..."; en otra Imagen, No. 10, lámina 18, aparece la transcripción de un documento justificante de la venta de dichas propiedades en 17 de marzo de 1441, "Sepan quantos este público instrumento de venta vieren, como yo Sancho Ruiz de Sancebrian vecino de Quintana Hortuño conozco e otorgo que de mi propia voluntad... etc", las que se reclaman en el pleito de 1499.
En 1489 Pedro Sánchez de Escalada acusa de adulterio a su mujer Teresa Rodríguez con Alonso de Olmos, clérigo de Palazuelos, pleito que se prolonga hasta el año de 1491 y del cual existen varios documentos en el Registro del Sello del Archivo General de Simancas, T-1-XVII con varios números de entrada. El alcalde Castrojeríz Juan Gutiérrez de Camargo recibe la orden de de iniciar la investigación y se le ordena que haga información de los bienes y joyas que Teresa Rodríguez se llevó de su casa; sabemos del mandato que hace a su marido por petición de un hermano de la acusada, Alfonso Martínez vecino del lugar de Saldañuela, para que Pedro Sánchez de Escalada devuelva los bienes dotales y parafernales con el fin de que ella pueda subsistir y sufragar el pleito. Se ordena al Alcalde y al Merino, el 18 de diciembre de 1490 que Teresa Rodríguez sea llevada ante el Consejo que está en Aranda de Duero. El 25 de agosto de 1491 ante el desacato de Pedro Sánchez de Escalada a cumplir la sentencia en favor de Teresa Rodríguez al no haber podido probar el adulterio, se lo emplaza a presentarse ante el Consejo y hacer los descargos necesarios y lo conminan a restituirle los bienes de su mujer. En ese documento Teresa declara que no osaría estar con él ni a hacer vida con este por temor de que este y su yerno Fernando Ruiz de Sancebrian la pudiesen matar,..." Fernand Ruiz vuestro yerno dis que la prendió por su autoridad propia antes que fuese acusada dis que dijo que la dicha sentencia se había dado con mayor... y quien tomó osadía para así la prender por su propia autoridad sin consentimiento vuestro dis que también tenía ahora para poner las manos en ella y habiendo él dicho las dichas palabras y otras de amenaza contra ella y también dis que vos el dicho Pedro Sánchez no habéis curado de ella después que la dicha sentencia se dio que pueda haber cuarenta días en la proveer de las cosas necesarias...". En Burgos, en 7 de septiembre de 1491, Teresa Rodríguez hace una petición de aseguramiento que la proteja de los posibles ataques de su marido y de su yerno, y se le expide Carta de Seguro que se debe pregonar públicamente por las plazas y mercados etc "por que todos lo sepan y ninguno de ellos no pueda pretender ignorancia".

## San Juan de Ortega
San Juan de Ortega, nacido en la localidad, de joven colaboró con Domingo de la Calzada para abrir caminos que mejorasen el paso por la zona de los peregrinos del camino de Santiago.
Según la tradición, se le atribuye la finalización de la calzada entre Nájera y Burgos que había iniciado su maestro y la construcción de los puentes primitivos de Logroño, Nájera, Santo Domingo de la Calzada, Belorado, Cubo de Bureba y Agés.
Cayó enfermo encontrándose en Nájera, pidiendo ser trasladado a su monasterio, donde falleció el 2 de junio de 1163.